# Szczepańcowa
Szczepańcowa – wieś w Polsce położona w województwie podkarpackim, w powiecie krośnieńskim, w gminie Chorkówka.
Miejscowość jest siedzibą rzymskokatolickiej parafii św. Rafała Kalinowskiego należącej do dekanatu Krosno III w archidiecezji przemyskiej.
W latach 1975–1998 miejscowość administracyjnie należała do województwa krośnieńskiego.

## Geografia
Wieś na zachodzie graniczy ze Zręcinem, na południu z Wrocanką, na wschodzie z Głowienką na północy ze Świerzową Polską.

## Części wsi
| SIMC    | Nazwa        | Rodzaj     |
| ------- | ------------ | ---------- |
| 0347494 | Czajki       | część wsi  |
| 0347502 | Dół          | część wsi  |
| 0347519 | Góra         | część wsi  |
| 0347525 | Jaworze      | część wsi  |
| 0347531 | Miasteczko   | część wsi  |
| 0347548 | Pod Wrocanką | przysiółek |
| 0347554 | Siarówka     | część wsi  |
| 0347560 | Wygon        | część wsi  |

## Historia
Szczepańcowa była wsią królewską lokowaną prawdopodobnie na prawie magdeburskim w połowie XIV wieku. Pod koniec XIV wieku istniała jako Szczepańcowa Wola. Drugi człon nazwy wsi pochodzi od apelatywu wola, który oznaczał, że wieś okresowo była zwolniona z płacenia danin.
5 listopada 1399 król Władysław Jagiełło darował wieś łowczemu sandomierskiemu Piotrowi Falkowskiemu.
23 lipca 1400 Władysław Jagiełło przekazał Krosnu wszystkie lasy należące do Szczepańcowej, zostawiając właścicielowi tylko 4 łany. Sześć lat później Piotr z Falkowa sprzedał wieś za 140 grzywien Krosnu. Transakcję tę zatwierdził król w 1407 aktem wydanym w Bieczu. Uwolnił również Krosno od wszystkich ciężarów, które Piotr Falkowski zobowiązany był ponosić z tytułu posiadania wsi. Od tej pory sołtys Szczepańcowej miał podlegać miastu.
W 1460 rajcy miejscy oraz sołtysi wsi: Piotr i Jan, zawarli umowę, zgodnie którą część lasu leżącego pomiędzy Szczepańcową a Polanką przypadła tymże sołtysom. Układ ten z polecenia królewskiego został potwierdzony 9 kwietnia 1464 przez podkomorzego i starostę sanockiego, Mikołaja Pieniążka z Witowic oraz podkomorzego sanockiego w polu Piotra z Rytarowic.
W 1482 sołtysem wsi był Michał Morawa. Po jego śmierci odziedziczyła je jego żona Małgorzata i córki Anna i Apolonia. To od nich Krosno wykupiło Szczepańcową wypłacając równocześnie wszystkie zobowiązania wsi.
Rejestry poborowe z 1515 podają, że we wsi znajdowały się 4 łany kmiece, karczma i młyn.
Jeszcze pod koniec XIX wieku Szczepańcowa słynęła z piekarstwa. Tutaj wypiekano pszeniczne kukiełki i obwarzanki, które, nawleczone na nić, sprzedawano na okolicznych jarmarkach.